# G-15
G-15 je osnovana 4. rujna 1989. u Beogradu na devetoj konferenciji Pokreta nesvrstanih. Ova organizacija je trebala usklađivati suradnju između država članica i objavljivati njihovo zajedničko stajalište na internacionalnim summitima, posebice na sastancima Svjetske trgovinske organizacije. G-15 se sastoji od država iz Sjeverne i Južne Amerike, Afrike i Azije, koje imaju zajednički cilj; poboljšanje ekonomskog rasta i blagostanja zemalja članica. U lipnju 2011. organizacija je imala 17 članica, no zadržala je stari naziv.

## Članice G-15
| Sjeverna i Srednja Amerika | Sjeverna i Srednja Amerika |                 |
| Jamajka                    | Meksiko                    |                 |
| -------------------------- | -------------------------- | --------------- |
| oko 3 mil.                 | oko 113 mil.               | Stanovništvo    |
| 10.991 km²                 | 1.972.550 km²              | Površina        |
| 80                         | 56                         | HDI             |
| Patrick Allen              | Enrique Peña Nieto         | Poglavar države |

| Južna Amerika        | Južna Amerika  | Južna Amerika    | Južna Amerika  |                 |
| Argentina            | Brazil         | Čile             | Venezuela      |                 |
| -------------------- | -------------- | ---------------- | -------------- | --------------- |
| oko 40 mil.          | oko 191 mil.   | oko 17 mil.      | oko 27 mil.    | Stanovništvo    |
| 2.780.400 km²        | 8.514.215 km²  | 755.696 km²      | 916.445 km²    | Površina        |
| 46                   | 73             | 45               | 75             | HDI             |
| Cristina de Kirchner | Dilma Rousseff | Sebastián Piñera | Nicolás Maduro | Poglavar države |

| Azija            | Azija         | Azija         | Azija       | Azija             |                 |
| Indija           | Indonezija    | Iran          | Malezija    | Saudijska Arabija |                 |
| ---------------- | ------------- | ------------- | ----------- | ----------------- | --------------- |
| oko 1,17 mil.    | oko 240 mil.  | oko 74 mil.   | oko 28 mil. | oko 20 mil.       | Stanovništvo    |
| 3.287.590 km²    | 1.904.569 km² | 1.648.195 km² | 329.758 km² | 65.610 km²        | Površina        |
| 119              | 108           | 70            | 57          | 91                | HDI             |
| Pranab Mukherjee | Joko Widodo   | Ali Hamenei   | Abdul Halim | Mahinda Rajapaksa | Poglavar države |

| Afrika         | Afrika        | Afrika      | Afrika            | Afrika         | Afrika        |                 |
| Alžir          | Egipat        | Kenija      | Nigerija          | Senegal        | Zimbabve      |                 |
| -------------- | ------------- | ----------- | ----------------- | -------------- | ------------- | --------------- |
| oko 32 mil.    | oko 83 mil.   | oko 39 mil. | oko 140 mil.      | oko 12 mil.    | oko 12 mil.   | Stanovništvo    |
| 2.381.741 km²  | 1.001.449 km² | 580.367 km² | 923.768 km²       | 196.722 km²    | 390.757 km²   | Površina        |
| 84             | 101           | 128         | 142               | 144            | 169           | HDI             |
| Abd Bouteflika | Adli Mansur   | Mwai Kibaki | Goodluck Jonathan | Abdoulaye Wade | Robert Mugabe | Poglavar države |

## Dosadašnji sastanci
| Sastanak | Datum                             | Država domaćin    | Mjesto sastanka | Domaćin            |
| -------- | --------------------------------- | ----------------- | --------------- | ------------------ |
| 1.       | 1. – 3. lipnja 1990.              | Malezija          | Kuala Lumpur    |                    |
| 2.       | 27. – 29. studenog 1991.          | Venezuela         | Caracas         |                    |
| 3.       | 21. – 23. studenog 1992.          | Senegal           | Dakar           |                    |
| 4.       | 28. – 30. ožujka 1993.            | Indija            | New Delhi       |                    |
| 5.       | 5. – 7. studenog 1995.            | Argentina         | Buenos Aires    |                    |
| 6.       | 3. – 5. studenog 1996.            | Zimbabve          | Harare          |                    |
| 7.       | 28. listopada – 5. studenog 1997. | Malezija          | Kuala Lumpur    |                    |
| 8.       | 11. – 13. svibnja 1998.           | Egipat            | Kairo           |                    |
| 9.       | 10. – 12. veljače 1999.           | Jamajka           | Montego Bay     |                    |
| 10.      | 19. – 20. lipnja 2000.            | Egipat            | Kairo           | Hosni Mubarak      |
| 11.      | 30. – 31. svibnja 2001.           | Indonezija        | Jakarta         |                    |
| 12.      | 27. – 28. veljače 2004.           | Venezuela         | Caracas         | Hugo Chavez        |
| 13.      | 14. rujna 2006.                   | Kuba              | Havana          | Raúl Castro        |
| 14.      | 15. – 17. svibnja 2010 .          | Iran              | Teheran         | Mahmud Ahmadinežad |
| 15.      | 2012.                             | Saudijska Arabija | Colombo         | Mahinda Rajapaksa  |

## Vanjske poveznice
- Službena stranica
- Različite međunarodne organizacije